# Tiếng Thái Nưa
Tiếng Thái Nưa (chữ Tai Nüa: ᥖᥭᥰᥖᥬᥳᥑᥨᥒᥰ) (còn gọi là Tai Neua, Tai Nüa, Thái Đức Hoành, hay Điền Trung Quốc; tên riêng: Tai2 Lə6, có nghĩa là "Thái Thượng" hoặc "Thái Bắc", hoặc ᥖᥭᥰᥖᥬᥳᥑᥨᥒᥰ [tai taɯ xoŋ]; Hán Việt: Thái Na ngữ (傣那语) hoặc Đức Hoành Thái ngữ (德宏傣语); tiếng Thái: ภาษาไทเหนือ, phát âm [pʰāːsǎː tʰāj nɯ̌a] hoặc ภาษาไทใต้คง, phát âm [pʰāːsǎː tʰāj tâj.kʰōŋ]) là một trong những ngôn ngữ được sử dụng bởi người Thái ở Trung Quốc, đặc biệt là ở châu tự trị Thái và Cảnh Pha Đức Hoành ở mạn tây nam tỉnh Vân Nam. Nó có mối quan hệ chặt chẽ với các ngôn ngữ Thái khác. Những người nói ngôn ngữ này biên kia biên giới ở Myanmar được gọi là người Shan. Không nên nhầm lẫn nó với tiếng Lự (Thái Tây Song Bản Nạp). Ngoài ra còn có người nói tiếng Thái Nưa ở Thái Lan.

## Tên gọi
Hầu hết người Thái Nưa tự gọi mình là tai˥lə˧, có nghĩa là 'Thái Thượng' hoặc 'Thái Bắc'. Lưu ý nó khác với tiếng Lự, được phát âm là tai˥lɪ˦˧ trong tiếng Thái Nưa.
Dehong là phiên âm của thuật ngữ taɨ˧˩xoŋ˥, trong đó taɨ˧˩ có nghĩa là 'đáy, dưới, phần dưới (của)', và xoŋ˥ có nghĩa là 'sông Hoành' (được biết đến rộng rãi hơn là sông Thanlwin hoặc Nộ Giang 怒江 trong tiếng Trung) (Luo 1998).

## Phương ngữ
Zhou (2001: 13) phân loại tiếng Thái Nưa thành phương ngữ Đức Hoành (德宏) và Mạnh Cảnh (孟耿). Gộp chung lại, tổng cộng có 541.000 người nói.
Ethnologue cũng công nhận tiếng Thái Long của Lào là một ngôn ngữ riêng. Nó được nói bởi 4.800 người (tính đến năm 2004) tại tỉnh Luông Pha Băng.

## Hệ thống chữ viết
Chữ Tai Le có liên quan chặt chẽ với các hệ thống chữ viết Đông Nam Á khác như bảng chữ cái tiếng Thái và được cho là có từ thế kỷ 14.
Chữ viết Thái Nưa ban đầu thường không đánh dấu thanh điệu và không phân biệt được một số nguyên âm. Nó đã được cải cách và dấu phụ được thêm vào để đánh dấu thanh điệu. Hệ thống chữ viết cuối cùng được giới thiệu chính thức vào năm 1956. Năm 1988, các kí tự đánh dấu thanh điệu được thêm vào để thay cho các kí tự Latinh trước đó.
Bảng chữ cái hiện đại có tổng cộng 35 chữ cái, bao gồm năm kí tự dấu thanh. Nó được mã hóa dưới tên "Tai Le" trong Basic Multilingual Plane của Unicode tại U + 1950-U + 1974.
Chữ số Thái Nưa giống với chữ số Myanmar; thực tế chúng hợp nhất với các chữ số của Myanmar trong Unicode (U + 1040-U + 1049) mặc dù có một số biến đổi kí tự.
| Bảng Unicode Tai Le Official Unicode Consortium code chart: Tai Le Version 13.0 |   |   |   |   |   |   |   |   |   |   |   |   |   |   |   |   |
|                                                                                 | 0 | 1 | 2 | 3 | 4 | 5 | 6 | 7 | 8 | 9 | A | B | C | D | E | F |
| U+195x                                                                          | ᥐ | ᥑ | ᥒ | ᥓ | ᥔ | ᥕ | ᥖ | ᥗ | ᥘ | ᥙ | ᥚ | ᥛ | ᥜ | ᥝ | ᥞ | ᥟ |
| U+196x                                                                          | ᥠ | ᥡ | ᥢ | ᥣ | ᥤ | ᥥ | ᥦ | ᥧ | ᥨ | ᥩ | ᥪ | ᥫ | ᥬ | ᥭ |   |   |
| U+197x                                                                          | ᥰ | ᥱ | ᥲ | ᥳ | ᥴ |   |   |   |   |   |   |   |   |   |   |   |

## Sử dụng ngôn ngữ
Tiếng Thái Nưa có vị thế chính thức ở một số vùng của Vân Nam (Trung Quốc), nơi nó được sử dụng trên các bảng hiệu và trong giáo dục. Đài phát thanh nhân dân Vân Nam (Yúnnán rénmín guǎngbō diàntái 云南 人民 电台) phát sóng bằng tiếng Thái Nưa. Tuy nhiên, rất ít tài liệu in được xuất bản bằng chữ Thái Nưa ở Trung Quốc. Nhưng nhiều bảng báo hiệu giao thông và bàng hiệu cửa hàng ở Mang, Đức Hoành viết bằng chữ Thái Nưa.
Ở Thái Lan, một bộ 108 câu tục ngữ đã được xuất bản với các bản dịch sang tiếng Thái và tiếng Anh.